# Pothoidium lobbianum
Pethoidium es un género monotípico  de plantas con flores perteneciente a la familia Araceae. Su única especie:  Pothoidium lobbianum Schott es originaria de Asia templada (Taiwán) y tropical (Indonesia, Célebes, Molucas; Filipinas.

## Taxonomía
Pothoidium lobbianum fue descrita por Heinrich Wilhelm Schott y publicado en Oesterreichisches Botanisches Wochenblatt 7: 70, t. 57. 1857.